# (25893) Sugihara
(25893) Sugihara (2000 WR9) – planetoida z pasa głównego asteroid okrążająca Słońce w ciągu 5,7 lat w średniej odległości 3,19 j.a. Odkryta 19 listopada 2000 roku, upamiętnia Chiune Sugihara.